# 淡路島地震
淡路島地震（あわじしまじしん）は、2013年（平成25年）4月13日（土）5時33分ごろ、日本の兵庫県淡路島付近を震源として発生したマグニチュードMj6.3, Mw5.8の地震である。淡路市でこの地震最大となる震度6弱を観測した。同市と洲本市で住家の一部損壊が2,000棟以上に上ったのをはじめ、液状化による施設被害、水道管破損による断水などの被害が発生した。18年前に起きた兵庫県南部地震（阪神・淡路大震災）の震源域に隣接していたことがわかった（後述）。

## 地震のメカニズム

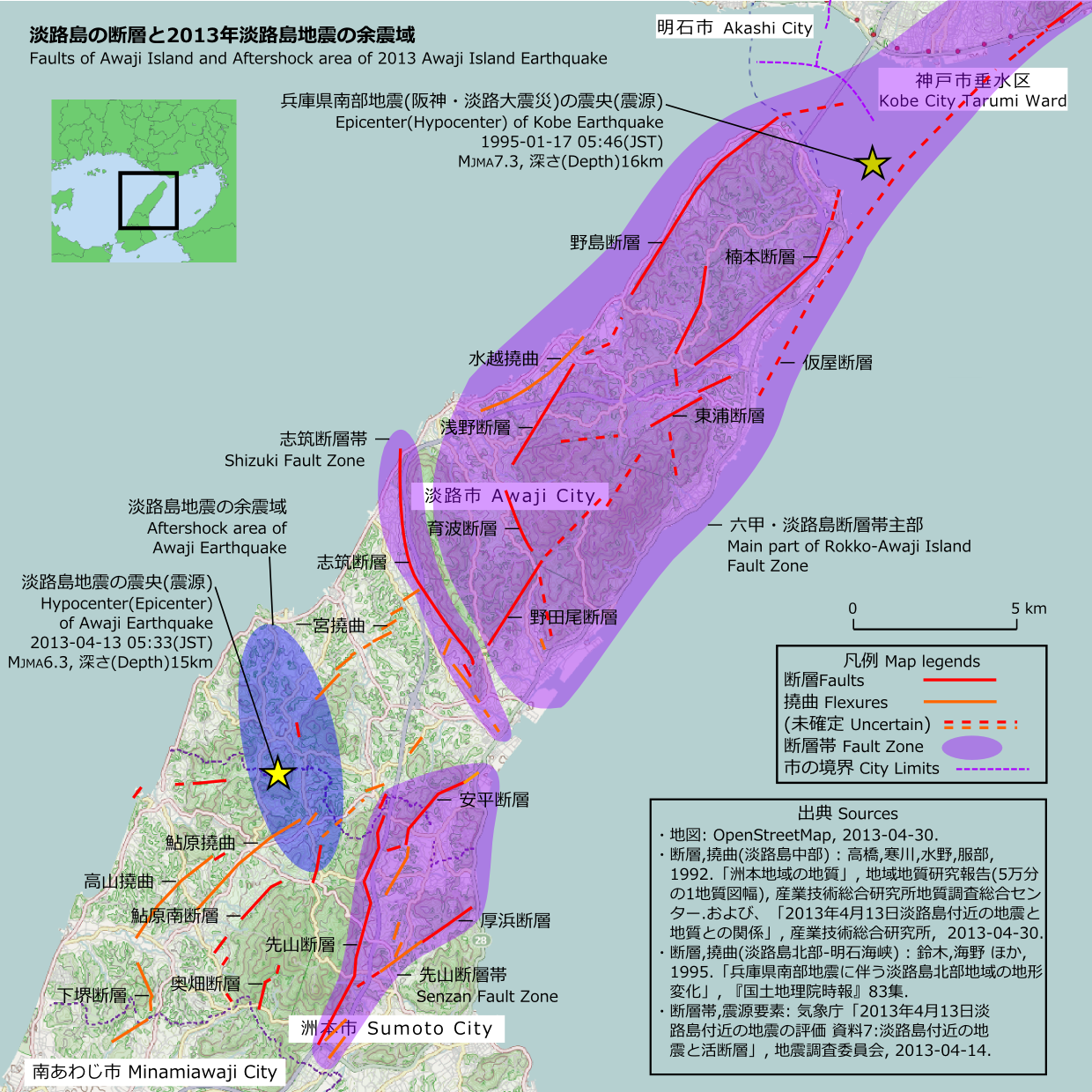
淡路島地震の震源・余震域、兵庫県南部地震の震源、および野島断層を含む淡路島北中部の断層分布

発生当日の4月13日11時30分に気象庁が発表した暫定値では、この地震の震央は北緯34度25.1分、東経134度49.7分で、淡路島中部の洲本市五色町鮎原西付近にあたり、震源の深さは15km、マグニチュード（気象庁マグニチュード）は6.3だった。なお、同じく気象庁によるとモーメントマグニチュードは5.8と解析されており、気象庁マグニチュードの6.3よりも小さいという結果が出ている。
発震機構は東西方向に圧力軸を持つ逆断層型（4月13日7時35分気象庁発表、速報）で、地殻を構成する大陸プレート内で発生した地震（大陸プレート内地震）である。大阪管区気象台は活断層で発生したものだという見解を示し、さらに地震調査研究推進本部の地震調査委員会は発生翌日の4月14日に臨時会を開き、淡路島の中央にある南北方向に伸びた長さ約10kmの西傾斜の断層が起震断層であるとの見解を示している。

### 兵庫県南部地震との関連
この地震の震央は、18年前の1995年1月17日に発生した兵庫県南部地震（阪神・淡路大震災）の震央（明石海峡付近）の南西約30km付近、また同地震の震源域（余震域）の南西端付近、さらに同地震の複数あった震源断層の1つで地表に露出したことで著名な野島断層の（露出していない部分を含む）南西端付近に位置しており、近接している。ただし断層面同士のずれの成分は、兵庫県南部地震は右横ずれ成分が大きかったのに対し、この地震は逆断層成分が大きかったため、ずれの方向が異なることを示している。
気象庁は発生当日午前の会見で、現時点ではこの地震が兵庫県南部地震の直接的な余震であるかどうかの判断は難しいとの見解を示した。なお同会見で同庁地震津波監視課長の長谷川洋平は個人的見解として、「関連がある可能性はあるが、20年近く経過しメカニズムが異なることから、直接的な余震と言えるかは疑問」と述べている。
一方で専門家から異なる意見も同日報じられている。東北大学教授の遠田晋次は、兵庫県南部地震の時のひずみが依然として淡路島に蓄積しており、淡路島地震は兵庫県南部地震の「広い意味での余震」だとする見方を示し、今後も同じような地震に警戒を続けるべきと発言、また京都大学名誉教授の入倉孝次郎は、1944年昭和東南海地震や1946年昭和南海地震の前後に西日本で内陸地震が頻発したことから、今後の発生が予想されている南海トラフ巨大地震との関連を指摘し、同じような地震が今後も発生する可能性があるとの見解を示している。
前述の地震調査委員会は発生翌日の4月14日に開いた臨時会で、「この地震と兵庫県南部地震とは（地殻内の力の加わり方の変化などを要因として）何らかの関係がある」と断定している。

### 起震断層
この地震の震源の近傍には六甲・淡路島断層帯の一部である「先山断層帯」がある。先山断層帯は長さが約12km、北西側が相対的に隆起する逆断層であり、地震調査委員会は2005年公表の長期評価において、先山断層帯全体が1つの区間として活動した場合、M6.6程度の地震となり、断層の北西側が南東側に対して1m程度隆起するずれが生じるとし、30年以内の発生確率はほぼ0%と評価していた。近傍にはまた、先山断層帯と交差するように位置する「志筑断層帯」もある。
地震調査委員会が発生翌日の4月14日に開いた臨時会では、この地震は発見されていない断層が引き起こしたもので、先山断層帯や志築断層帯との関係は不明であるとされた。

### 余震と地殻変動
この地震で津波注意報などは発表されなかった。気象庁は地震速報の段階で「周辺海域では若干の海面変動の可能性がある」と発表したが、海面変動も観測されなかった。
陸地の地殻変動については、国土地理院の4月14日の発表によると、電子基準点「洲本」（洲本市宇山）で1cm強と僅かな水平方向の移動が観測されたものの、誤差の可能性がある。
余震活動について気象庁は、（発生当日から）1週間程度は震度5弱程度の余震が発生する恐れがあるとし、警戒が必要である旨を呼び掛けた。
最大の余震は、本震から8分後の5時41分に発生したM3.9、震度3の地震である。本震から約1か月後となる5月13日に行われた地震調査委員会の発表によれば、余震活動は「本震-余震型」であり余震活動は減衰してきているという。なお、この地震の3か月後の7月17日に淡路市の北東部付近でM4.0、震度3の地震が発生したが、大阪管区気象台によれば、約18年前の兵庫県南部地震の余震域で発生したものであって、4月の淡路島地震の余震ではないとされている。

## 観測・推定された揺れ

### 観測震度
淡路市の郡家、志筑の2地点でこの地震最大の震度6弱を観測した。両地区は震央の北東にあり播磨灘や大阪湾に面している。また、南あわじ市広田・湊と淡路市久留麻の3地点で震度5強を観測した。淡路島を中心とした近畿地方・岡山県・香川県・徳島県で震度4以上を観測した地点があり、震度1以上を観測した地点は九州から中部地方に及んだ。淡路島を含む兵庫県内で震度6以上を観測したのは、1995年に発生した兵庫県南部地震以来であった。このときは神戸市・淡路市などで震度7を観測している。
| 震度 | 都道府県 | 観測点名                                                               |
| ---- | -------- | ---------------------------------------------------------------------- |
| 6弱  | 兵庫県   | 淡路市郡家・淡路市志筑                                                 |
| 5強  | 兵庫県   | 南あわじ市広田・南あわじ市湊・淡路市久留麻                             |
| 5弱  | 兵庫県   | 洲本市小路谷・洲本市五色町都志・南あわじ市福良・淡路市中田・淡路市富島 |
| 5弱  | 大阪府   | 大阪岬町深日                                                           |
| 5弱  | 徳島県   | 鳴門市鳴門町                                                           |
| 5弱  | 香川県   | 東かがわ市湊・小豆島町安田                                             |

### 推定震度
気象庁の推計震度分布図においても、淡路島を中心とした近畿や岡山・香川・徳島で、沿岸部や低地で震度4以上となると推定された。淡路島は南部の諭鶴羽山地や北東端を除く大部分が震度5弱以上になっていると推定され、最大震度5弱だった洲本市内でも震度5強の地域があると推定された。

### 長周期地震動階級
気象庁は、この地震で観測された地域別の長周期地震動階級の分布図を公表した。淡路島で階級2、兵庫県南東部・大阪府南部・徳島県北部で階級1を観測した。階級2は「室内で大きな揺れを感じる」「物に掴まらないと歩くことが難しいなど、行動に支障を感じる」「キャスター付き什器がわずかに動く」などと定義されている。同庁は3月28日から、「長周期地震動に関する観測情報（試行）」と題してこの階級の公表を試験的に開始していた。

### その他
防災科学技術研究所の強震観測網(K-NET)などの中で、この地震で最も大きい表面最大加速度(PGA)を観測したのは、586ガル(cm/s2)のK-NET五色観測点（洲本市）だった。
また京都大学の浅野公之によると、表面最大速度(PGV)が大きかったK-NET東浦観測点（淡路市）の疑似速度応答スペクトル分析では、周期1秒以上の揺れは兵庫県南部地震よりもかなり小さいものの、周期0.5秒前後の揺れは兵庫県南部地震の際に神戸海洋気象台（神戸市中央区）や鷹取駅（神戸市須磨区）で記録された揺れよりも少し小さいか同等程度あり、地域によっては兵庫県南部地震と同程度の強さの揺れが感じられた可能性があるという。

## 緊急地震速報
この地震において気象庁は、発生直後の5時33分20.3秒に地震波を検知し、3.5秒後に予報第1報（高度利用者向けの緊急地震速報）を兵庫県・香川県・徳島県・大阪府の全域、和歌山県の北部、岡山県の南部に発表した。7.5秒後の予報第3報では実際の規模より大きいM6.7、震源を播磨灘と推定し、初めて警報（テレビ放送等が行われる一般向けの緊急地震速報）を発表した。第3報時点の警報対象地域（推定震度4以上）は三重県・滋賀県・京都府・大阪府・兵庫県・奈良県・和歌山県・岡山県・鳥取県・徳島県・香川県の全域、愛知県の西部、福井県の嶺南地方、広島県の南部、愛媛県の東予地方、高知県の東部と中部に及んだ。第1報から主要動到達までの猶予時間は、淡路島全域や淡路島に近い明石市や鳴門市付近で0秒と強い揺れに間に合わなかったと推定され、和歌山市中心部や神戸市付近、小豆島で5秒程度、大阪市で10秒程度と推定される。
近畿地方、中国地方、四国地方の各地方の多くの府県では、この地震において、2007年10月に一般向けの緊急地震速報（警報）が開始されてから初めての緊急地震速報（警報）となった。これを契機として気象庁はアンケート調査を行っており、緊急地震速報自体の認知度は8割、地震の際に速報を実際に聞いた人は7割であったが、速報の際に約30%が「何（を意味する情報なの）かわからなかった」 、約15%が「何をしてよいかわからなかった」と答えている。

## 被害と影響

### 負傷者
死者は出なかったが、重傷11人、軽傷24人の合わせて35人が負傷した。内訳は、淡路市で8人、洲本市で7人など兵庫県内で26人、大阪府で5人など。
淡路市の高齢男性が避難のため自宅の窓から飛び降りて骨折、明石市と福井県敦賀市で高齢女性がベッドから落ちて骨折するなどしている。淡路島は阪神・淡路大震災の際にも被害を受けたが、その時の教訓から住民は比較的冷静に対応したとも報じられている。

### 建物・施設
消防庁のまとめによると、淡路市で住家全壊1棟・半壊32棟・一部破損2,383棟、洲本市で住家全壊7棟・半壊67棟・一部破損4,067棟、南あわじ市で住家半壊2棟・一部破損1,806棟など、合計で住家全壊8棟・半壊101棟・一部破損8,305棟。被害件数は、市内最大震度6弱の淡路市よりも市内最大震度5強かつ震央となった洲本市の方が多かった。
兵庫県のまとめによると、建築物の被害が目立つ地域で行われる応急危険度判定は、淡路市では旧津名町の志筑・塩田、同市旧一宮町の郡家の各地区、洲本市では市街地の塩屋・炬口・物部・本町の各地区が主な対象となった。
淡路市では、国土技術政策総合研究所と建築研究所が合同で行った被害調査によると、志筑・網城・下司の各地区の市街地で家屋被害が目立った。報道でも、同市では住宅の屋根瓦の落下や壁の亀裂、地割れなどが多数発生した地域があったと報じられている。同市志筑にある関西看護医療大学は、学内に被害が出たため地震発生の翌週を休校とした。また同市内では、淡路ワールドパークONOKOROや淡路市役所周辺など、沿岸を中心に液状化現象とみられる泥水の噴出や舗装の亀裂が発生した。国土交通省の調査では、液状化は志筑地区の特に臨海部の埋め立て地に集中しており、宅地では大きな被害は見られなかった。
一方、震度6弱となった震度計がある同市郡家地区の市街地では、阪神・淡路大震災後に建て替えが進んでいて、被害は瓦の落下がまばらに見られる程度であったという。同市富島地区（旧北淡町）でも、同震災で地区の建物の8割が全半壊する被害を受けて以降、道路の拡幅や公園整備など地震防災を意識した再建を進め、産経新聞によれば「瓦1枚落とさなかった」ほどの軽微な被害だという。
洲本市では、前述の国土技術政策総合研究所・建築研究所合同調査によると、炬口・本町・物部の各地区で家屋被害が目立ったといい、その背景として扇状地であり近隣地区と比較して地盤が比較的弱い事が挙げられた。報道でも、屋根瓦の落下被害や水道管の破損、洲本第一小学校校庭の地割れ等が報じられている。毎日新聞は同市炬口地区の住民の話として「阪神・淡路大震災の時よりも被害は大きかった」と報じている。
南あわじ市でも水道管の破損などの被害が報じられている。一方大阪府でも、住宅の土壁の損壊や水道管の破損が報じられている。

### 生活への影響

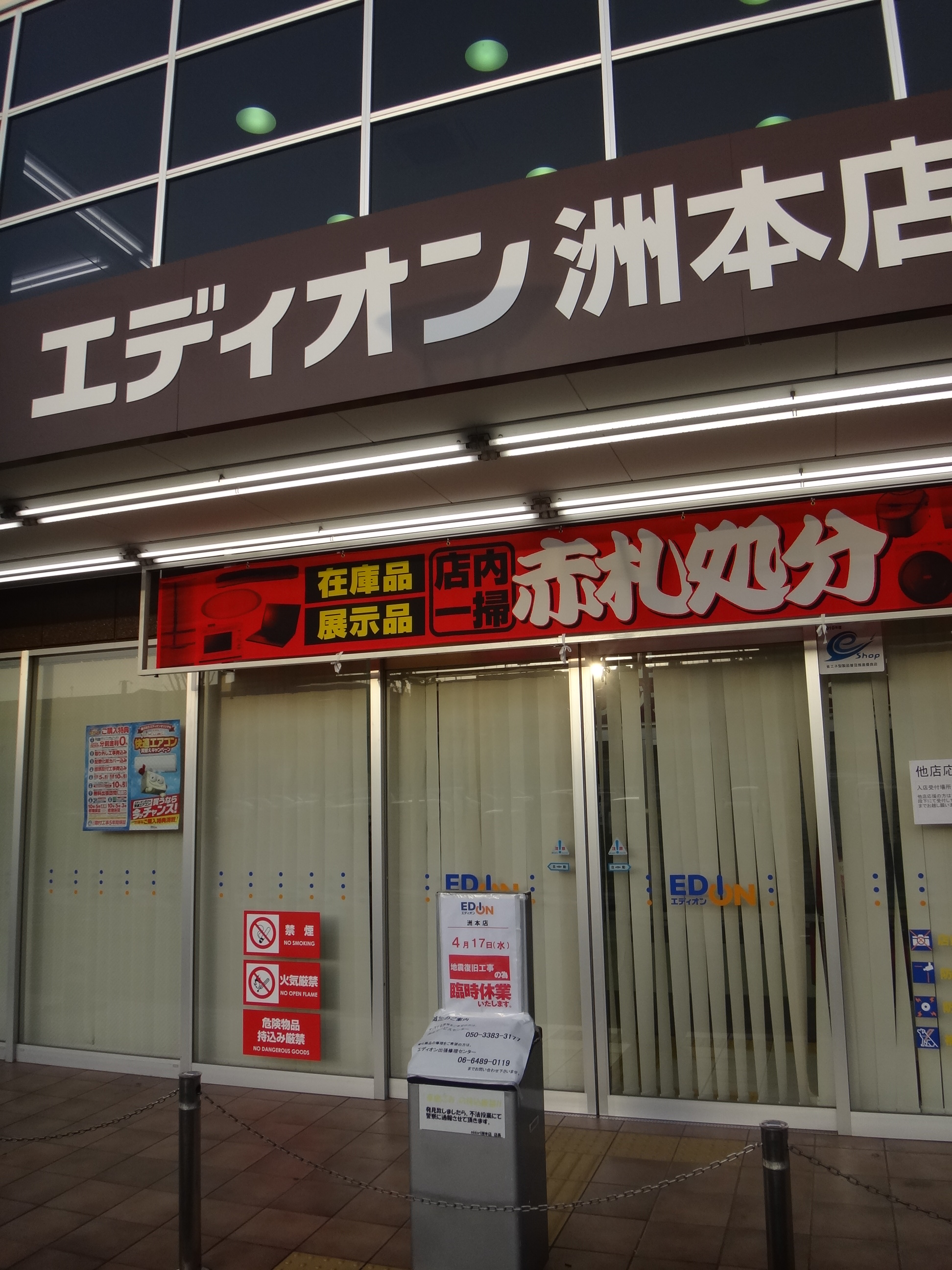
地震発生後数日後も営業を休止している家電量販店(洲本市塩屋)

大阪ガスの供給区域では、揺れによる安全装置作動により2府3県の計6万件で都市ガスの供給が一時停止した。淡路市で50世帯、洲本市で26世帯、南あわじ市で3世帯のほか、徳島県阿南市で1件、大阪市でも15件で地震により断水が発生していたが、4月16日の時点ですべて復旧した。一方関西電力によると、同社管内で停電や設備被害は確認されていない。
主要道路の寸断などはなかった。兵庫県のまとめによると、島内の大型商業施設は1店舗が当日、2店舗が翌4月14日と早期に営業を再開したほか、県が聞き取りを行った製造業者4社で設備被害はあったものの操業への支障はなかったという。一部のスーパーマーケットでは片付けのため開店時間が遅れた。コンビニエンスストアは地震発生後もほとんどの店舗では通常通り営業していた。洲本市内の家電量販店では店内に被害が出たため、長期休業を余儀なくされた店がある。

### 交通

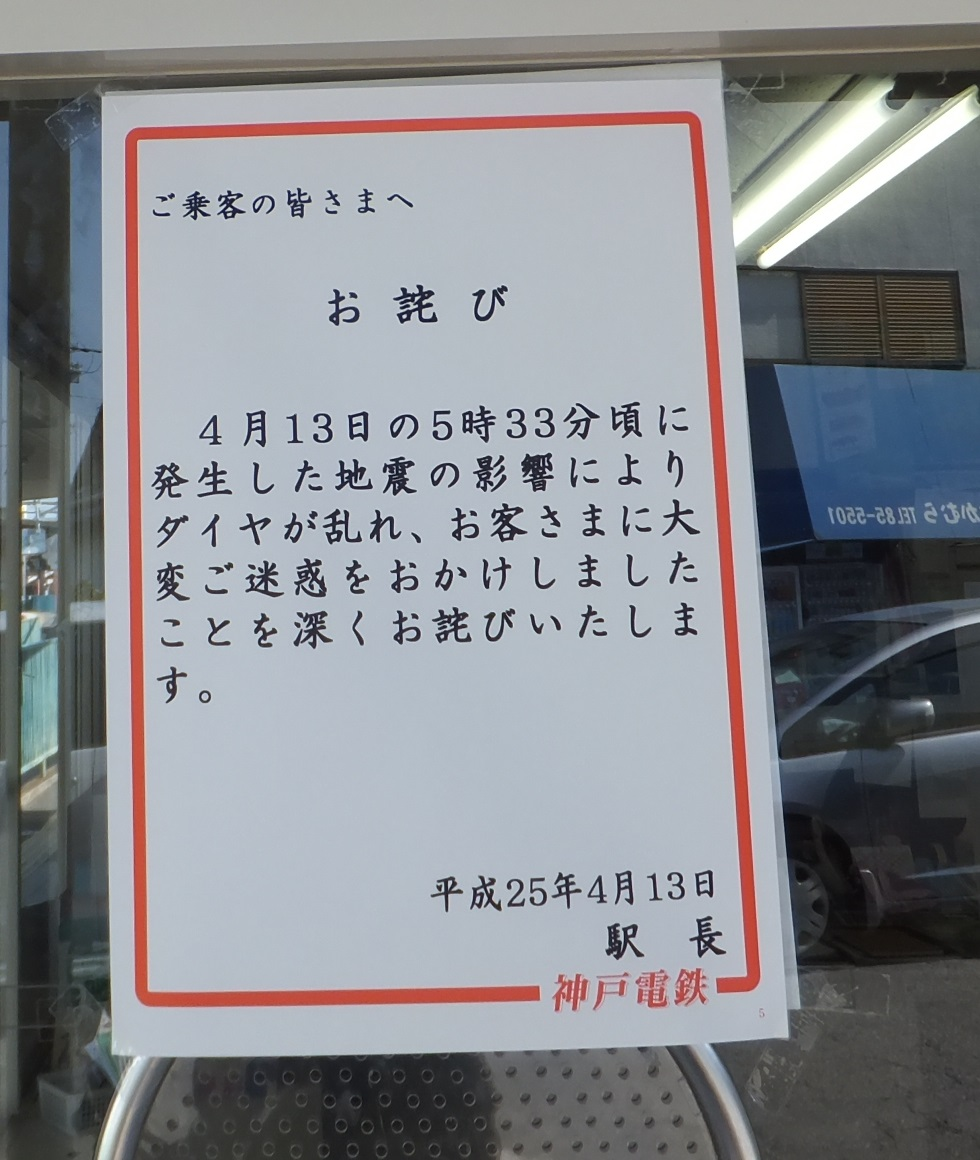
淡路島地震によって列車ダイヤが乱れたことを詫びる掲示、神戸電鉄粟生線志染駅にて

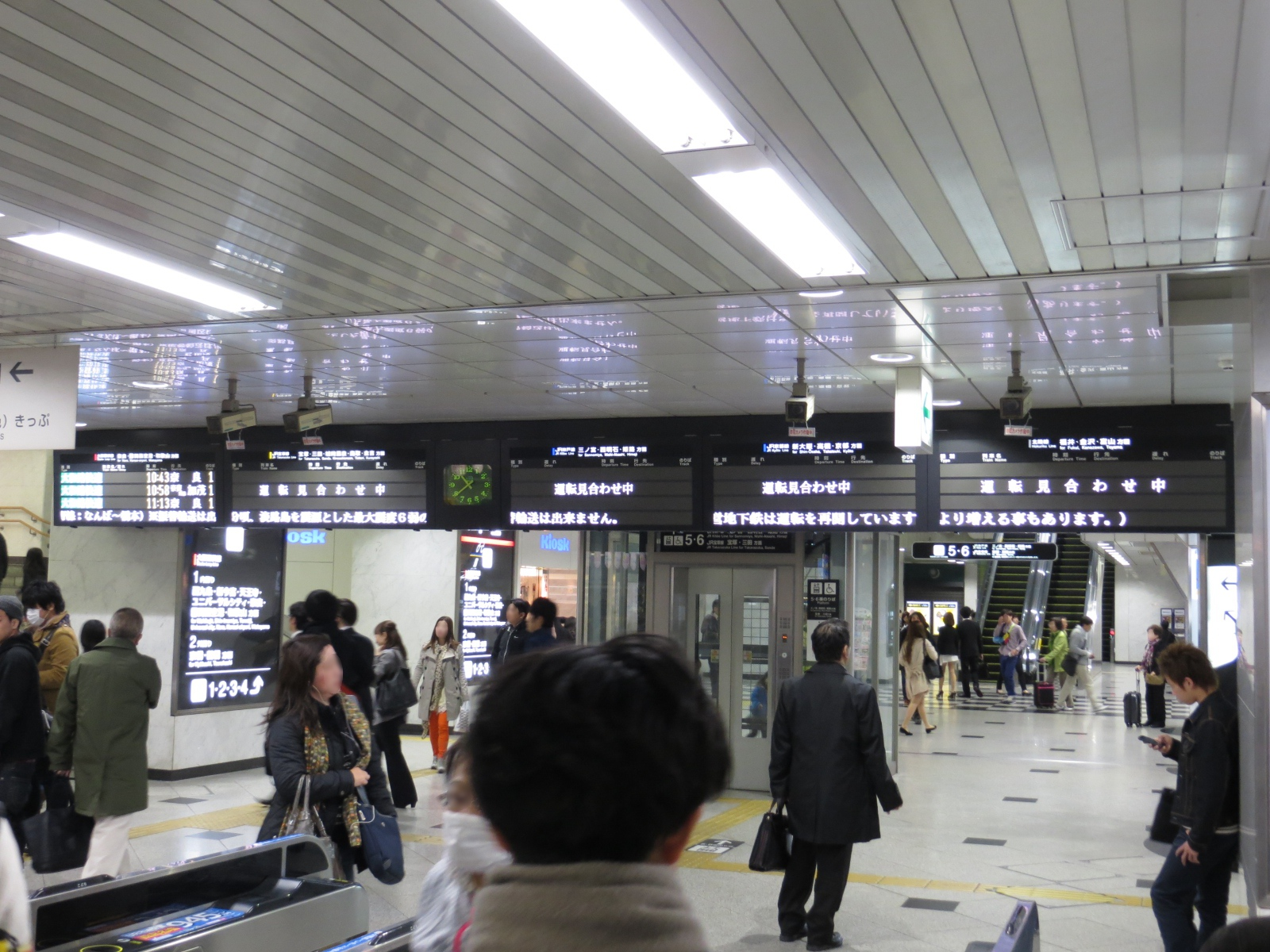
列車ダイヤが乱れている様子を示した電光掲示板
大阪駅で撮影

地震直後より京阪神のJR線と私鉄各線は運転を見合わせ、当日午前中のうちに大半は再開したものの、夕方までダイヤの乱れが発生した。山陽新幹線で最長約90分の遅れが計47本、東海道新幹線でも最長約70分の遅れが計12本、JR西日本の在来線でも21路線の約1,100本で遅れや運休が発生し、延べ55万人に影響が出た。
高速道路については、明石海峡大橋を含む神戸淡路鳴門自動車道では速度制限が行われたが通行止めはされておらず、淡路島や四国各地発着の高速バスの運行には大きな影響はなかった。

### 行政の対応
日本政府は発生から3分後の5時36分に官邸対策室を設置し、6時10分から緊急参集チームによる協議を開始した。兵庫県は地震発生と同時刻の5時33分に災害対策本部を設置、徳島県、大阪府、岡山県、奈良県でも対策本部を設置したり警戒態勢のレベルを上げたりしたが、5府県とも当日中に解除している。兵庫県の井戸敏三知事は当日淡路市を直接視察して被害状況を確認し、「地震の規模に比べ被害は軽度にとどまっている」として冷静な対応を呼びかけた。また、翌日の14日は2013年伊丹・宝塚市長選挙の投開票日であったが、両選挙は滞りなく執り行われた。

### 動物
地震発生後、兵庫県西部の養鶏場で飼育されていた約1,700羽のブロイラーが死亡していたことが同県当局の調査により判明している。発生直後、飼育施設内約6,000羽のうち約1,700羽が部屋の片隅に集まった状態で死亡しているのを養鶏場の担当者が発見した。当初鳥インフルエンザの可能性があったことから養鶏場は同県家畜保健衛生所へ報告するものの、解剖によりインフルエンザが死因ではないと判明した。他の原因として考えられるイタチなどの捕食動物が侵入した形跡は見つからず、原因は地震以外にないと判断された。家畜改良センターの担当者によると、鶏はパニックに陥ると1ヶ所に密集する習性があり、地震の揺れに驚いたことが原因でパニック状態に陥り窒息死した可能性が高いという。

## 復旧
建物の全壊棟数の関係などから、自治体単位での被災者生活再建支援法や災害救助法の適用は行われない見込み。
住家被害の復旧等に対して兵庫県は、従来の給付に加えて損壊割合1割以上の「一部損壊」世帯にも見舞金5万円を支給する対策を4月18日に発表しており、約500世帯が対象になると見込んでいる。淡路市も同じ基準で見舞金1万円、南あわじ市は全ての「一部損壊」世帯に見舞金5千円を、それぞれ支給する追加の対策を発表している。これは、国の被災者生活再建支援金、県・市がそれぞれ規定する災害見舞金などの対象外となり公的支援がない「一部損壊」世帯への支援策である。
なお兵庫県は、阪神・淡路大震災後に創設された兵庫県住宅再建共済制度（『フェニックス共済』）に加入している「一部損壊」世帯にも特例として見舞金5万円を支給、また一部損壊世帯に対する住宅再建資金や中小企業・農業者への復旧資金の一定期間無利子融資を行う対策を講じた。また4月28日には、損壊割合1割以上の世帯に対して、簡易耐震診断の無料化および、耐震改修工事費の補助率を従来の3分の1から2分の1に引き上げる措置を発表した。
ただ、申請のあった一部損壊住家のうち見舞金支給対象の損壊割合1割以上と認定された棟数は、5月16日時点で洲本市2割、淡路市1割、南あわじ市2%弱となっている。
被害の程度を考慮し、淡路島3市の社会福祉協議会は災害復旧のボランティアを同じ市内からの受付に限定し、市外から募集しない方針とした。
義援金等について、日本赤十字社は4月15日時点で義援金の募集は予定していない。

## その他
大気イオン地震予測研究会は、南あわじ市をはじめとした測定局の大気イオンの値や気象衛星の雲画像から解析した「地震雲」の分布などをもとに、4月7日に「淡路島を中心にマグニチュード5クラスの地震が発生する」とする予測を発表していたと報じられている。